# أدم أرمسترونغ
أدم أرمسترونغ (بالإنجليزية: Adam Armstrong)‏ (10 فبراير 1997 المملكة المتحدة - ) هو لاعب كرة قدم بريطاني، يلعب كمهاجم.

## روابط خارجية
- أدم أرمسترونغ على موقع الاتحاد الأوربي (الإنجليزية)
- أدم أرمسترونغ على موقع قاعدة بيانات كرة القدم.إي يو (الإنجليزية)
- أدم أرمسترونغ على موقع Soccerbase.com (لاعب) (الإنجليزية)
- أدم أرمسترونغ على موقع Soccerway.com (الإنجليزية)
- أدم أرمسترونغ على موقع عالم كرة القدم.نت (الإنجليزية)
- أدم أرمسترونغ على موقع AS.com (الإسبانية)